# Экспедиция Першинга
Экспедиция Першинга или Приграничная война  (англ. Border War) — боевые действия на американо-мексиканской границе во время мексиканской революции с 1910 по 1919 год. Разгар конфликта пришёлся на 1916 год. В этом году повстанцы под предводительством Панчо Вильи напали на американский пограничный город Коламбус в штате Нью-Мексико.

## Описание событий

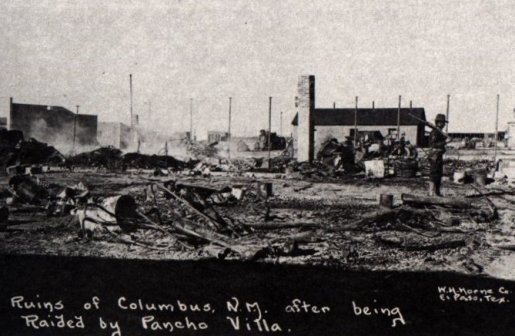
Коламбус после нападения Панчо Вильи

С самого начала революции армия Соединённых Штатов Америки стояла вдоль мексиканской границы и при этом участвовала в нескольких стычках с мексиканскими повстанцами и мексиканскими федеральными войсками.
8 августа 1915 года отряд мексиканских бандитов напал на железнодорожный разъезд около города Браунсвилл в Техасе. Оказавшиеся неподалёку солдаты 8-й кавалерийской дивизии убили четверых из нападавших. 18 октября возле того же Браунсвилля был пущен под откос поезд. Обстановка на границе накалялась. Создавшуюся ситуацию решил использовать в своих целях предводитель мексиканских повстанцев, сражавшихся против главы временного правительства Мексики Венустиано Каррансы, Панчо Вилья.
К концу 1915 года Вилья был практически разбит федеральной мексиканской армией. 30 октября он понёс от правительственных войск генерала Плутарко Элиаса Кальеса сокрушительное поражение при Агуа-Приете. Позднее Вилья узнал, что победой каррансисты были обязаны США, разрешившим перебросить через свою территорию подкрепление для сил Кальеса. США также предоставили каррансистам прожекторы для отражения ночной атаки вильистов. Ранее благожелательно настроенный к американцам Вилья резко поменял свою политику в отношении США. Есть версия, что он решил спровоцировать американо-мексиканскую войну, которая могла либо вынудить Каррансу заключить с ним перемирие, либо заставить патриотично настроенных генералов каррансистской армии свергнуть последнего и объединиться с Вильей для отражения иностранной агрессии.
9 января 1916 года отряд вильистов под командованием Пабло Лопеса остановили около Санта-Исабель поезд с 17 американскими рабочими и инженерами горнорудной компании. Американцы были выведены из вагонов, а после расстреляны, их тела были изуродованы. Однако это происшествие не вызвало осложнений в американо-мексиканских отношениях, поскольку правительство американского президента Вудро Вильсона было занято событиями в Европе. Панчо Вилья перешёл к более решительным действиям. В ночь с 8 на 9 марта вильисты атаковали Коламбус. Однако мексиканцы не ожидали застать в городе гарнизон из 350 солдат и офицеров 13-го кавалерийского полка. Отряд Вильи убил 17 американцев, 8 из которых были военными, сам же он потерял около ста человек.

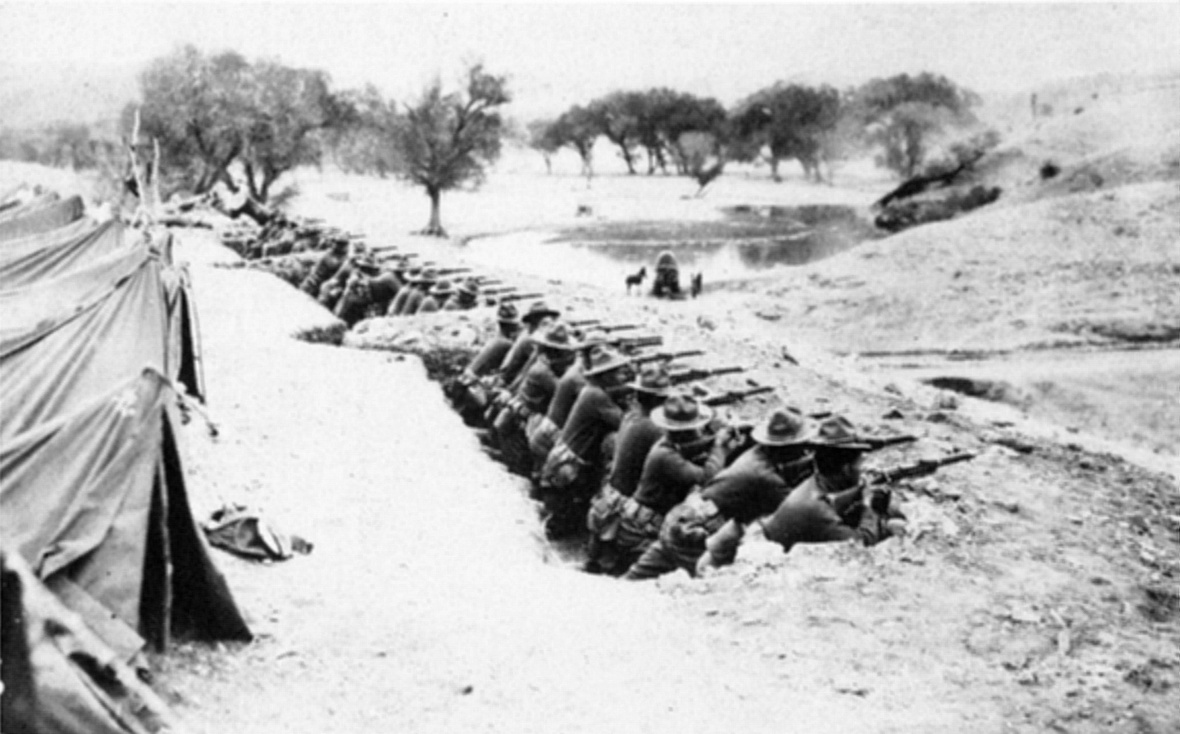
Солдаты карательной экспедиции, Мексика, 10 апреля 1916

В ответ армия Соединённых Штатов предприняла интервенцию (Мексиканская экспедиция) на территорию Мексики и попыталась найти и захватить Вилью, действовавшего на севере этой страны. 16 марта 1916 года 8-тысячный экспедиционный корпус США, состоявший из одной пехотной и двух кавалерийских бригад, пересёк американо-мексиканскую границу. Также в своём распоряжении американцы имели 8 аэропланов JN-3. Командовал карательной экспедицией генерал Джон Першинг. В первый день американцы преодолели 68 миль, остановившись в колонии мормонов Дублан в штате Чиуауа. Венустиано Карранса приказал своим подчинённым не оказывать войскам США сопротивления, но и не содействовать им.
В апреле американцы получили сведения, что Вилья находится на юге близ городка Парраль. Першинг перенёс свой лагерь в находившуюся южнее Намикипу. К Парралю был выслан отряд под командованием майора Томпкинса, 10 апреля его солдаты разбили небольшой отряд вильистов в Сан-Сарагосе. Но у самого Парраля Томпкинс встретили враждебно настроенный гарнизон правительственных войск Мексики. В завязавшейся перестрелке американцы потеряли двух человек ранеными, один был убит. Мексиканцы потеряли около 40 человек. Таким образом, южнее Парраля американская экспедиция продвинуться не смогла. На последовавших за инцидентом американо-мексиканских переговорах было достигнуто соглашение, по которому Першинг отводил войска обратно на север, в колонию Дублан, оставляя в Намикипе небольшой контингент.
В мае карательные отряды США всё же достигли некоторых успехов: 25 мая ими был убит один из значимых командиров вильистов — Канделарио Сервантес (исп. Candelario Cervantes). 16 июня генерал Тревиньо — командующий мексиканскими правительственными войсками в Чиуауа — передал Першингу, что ему приказано предотвращать любые передвижения американских отрядов, кроме направления на север. Одновременно на востоке и на западе от ставки Першинга стали скапливаться войска мексиканской федеральной армии, итого численность экспедиционного корпуса была вдвое меньшей, чем численность окруживших их мексиканцев. На востоке мексиканцы концентрировались в районе Вилья-Аумады, служившей основным пунктом снабжения войск Першинга, которое шло по железной дороге из Эль-Пасо.
Для выяснения обстановки Першинг отправил к Вилья-Аумаде разведывательный отряд капитана Бойда, которому было приказано не вступать в столкновения с мексиканцами. Тем не менее 21 июня у города Каррисаль, лежавшего на пути к Вилья-Аумаде, американцы встретили сопротивление правительственных войск Мексики. Бойд, настаивавший на том, что ему требуется пройти через город, получил отказ от мексиканской стороны. В бою, начавшемся после американской атаки, погибло 10 американцев, ещё 23 солдата США были взяты в плен. Для расследования этого происшествия была собрана двусторонняя американо-мексиканская комиссия. 24 декабря 1916 года комиссия выработала соглашение, согласно которому американцы должны были покинуть Мексику в 40 дней, если это позволит обстановка. Однако договор не был ратифицирован Каррансой, потребовавшим немедленного вывода войск без каких-либо условий. 17 января, не достигнув результата, комиссия закончила свою работу.
27 января части армии Соединённых Штатов, которые уже готовились принять участие в Первой мировой войне, получили приказ президента Вильсона покинуть Мексику. 5 февраля 1917 года вывод американских войск закончился.
В 1917 году англичанами была перехвачена Телеграмма Циммермана. В телеграмме немецкое правительство официально запросило Мексику присоединиться к Первой мировой войне на стороне Центральных держав. Немцы просили мексиканцев напасть на США, и обещали вернуть утраченные в результате американо-мексиканской войны и покупки Гадсдена земли. Мексика проигнорировала просьбу. В 1918 году военная разведка США обнаружила немецкое военное присутствие в Соноре, и приказала войскам начать приготовления к войне с Мексикой.
Ещё одно столкновение между отрядами Вильи и американскими вооружёнными силами произошло 15 июня 1919 года в мексиканском городе Сьюдад-Хуарес недалеко от Эль-Пасо. Вильисты потеряли убитыми и ранеными более сотни человек, американцы — 2 человек убитыми и 10 ранеными.
Пограничная война стала одним из знаменательных событий времён освоения Дикого Запада. Бандитские войны (англ. Bandit War), происходившие в это время в Техасе, историками рассматриваются как фрагмент пограничной войны.

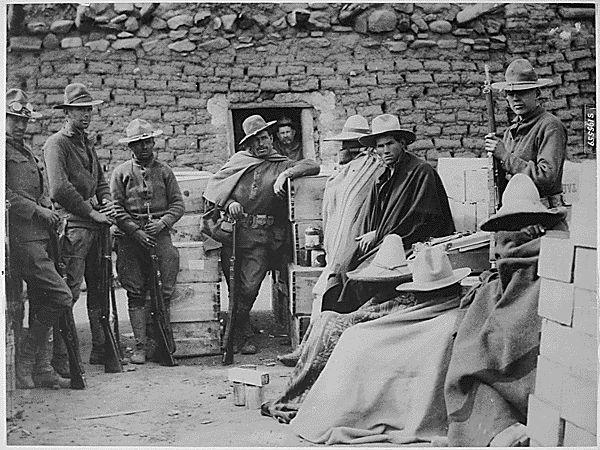
Американские солдаты (на заднем плане с ружьями) и пленные «вильисты»
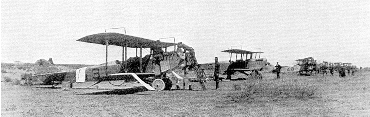
Авиаэскадрилья экспедиционного корпуса
Американские солдаты и «каррансисты», 27 апреля 1916
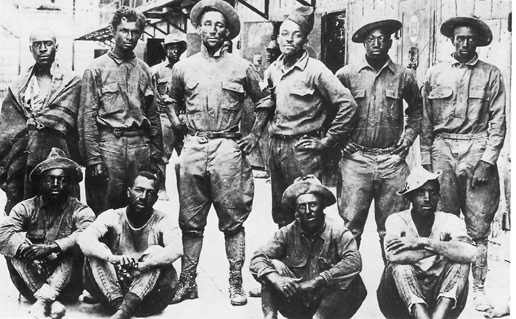
Солдаты США, попавшие в плен у Каррисаля